# Regierung Portland

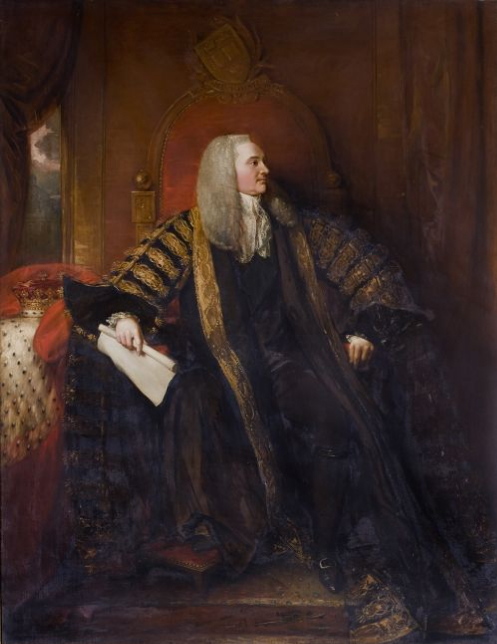
William Henry Cavendish-Bentinck, 3. Duke of Portland war zwischen 1807 und 1809 Erster Lord des Schatzamtes

Die Regierung Portland bestand im Vereinigten Königreich Großbritannien und Irland vom 31. März 1807 bis zum 4. Oktober 1809. Sie wurde benannt nach William Henry Cavendish-Bentinck, 3. Duke of Portland von den konservativen Tories, der zwischen 1807 und 1809 Erster Lord des Schatzamtes war.

## Kabinettsmitglieder
Dem Kabinett gehörten folgende Mitglieder an:
| Amt                              | Amtsinhaber                                           | Beginn der Amtszeit | Ende der Amtszeit |
| -------------------------------- | ----------------------------------------------------- | ------------------- | ----------------- |
| Erster Lord des Schatzamtes      | William Henry Cavendish-Bentinck, 3. Duke of Portland | 31. März 1807       | 4. Oktober 1809   |
| Lordkanzler                      | John Scott, 1. Baron Eldon                            | 1. April 1807       | 4. Oktober 1809   |
| Lordpräsident des Rates          | John Pratt, 2. Earl Camden                            | 31. März 1807       | 4. Oktober 1809   |
| Lordsiegelbewahrer               | John Fane, 10. Earl of Westmorland                    | 31. März 1807       | 4. Oktober 1809   |
| Innenminister                    | Robert Jenkinson, 2. Baron Hawkesbury                 | 31. März 1807       | 4. Oktober 1809   |
| Außenminister                    | George Canning                                        | 31. März 1807       | 4. Oktober 1809   |
| Minister für Krieg und Kolonien  | Robert Stewart, Viscount Castlereagh                  | 31. März 1807       | 4. Oktober 1809   |
| Erster Lord der Admiralität      | Henry Phipps, 1. Baron Mulgrave                       | 31. März 1807       | 4. Oktober 1809   |
| Schatzkanzler                    | Spencer Perceval                                      | 31. März 1807       | 4. Oktober 1809   |
| Kanzler des Herzogtums Lancaster | Spencer Perceval                                      | 31. März 1807       | 4. Oktober 1809   |
| Generalfeldzeugmeister           | John Pitt, 2. Earl of Chatham                         | 31. März 1807       | 4. Oktober 1809   |
| Präsident des Handelsamtes       | Henry Bathurst, 3. Earl Bathurst                      | 31. März 1807       | 4. Oktober 1809   |
| Präsident des Kontrollamtes      | Dudley Ryder, 2. Baron Harrowby                       | 11. Juli 1807       | 4. Oktober 1809   |
| Kriegssekretär                   | Lord Granville Leveson-Gower                          | 11. Juli 1807       | 4. Oktober 1809   |